# Sociedad de consumo

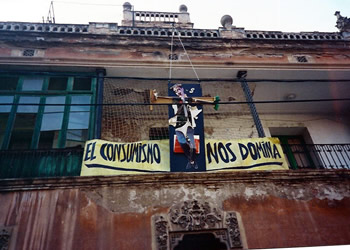
El consumismo nos domina. Pancarta en un Palacio en Barcelona (España).

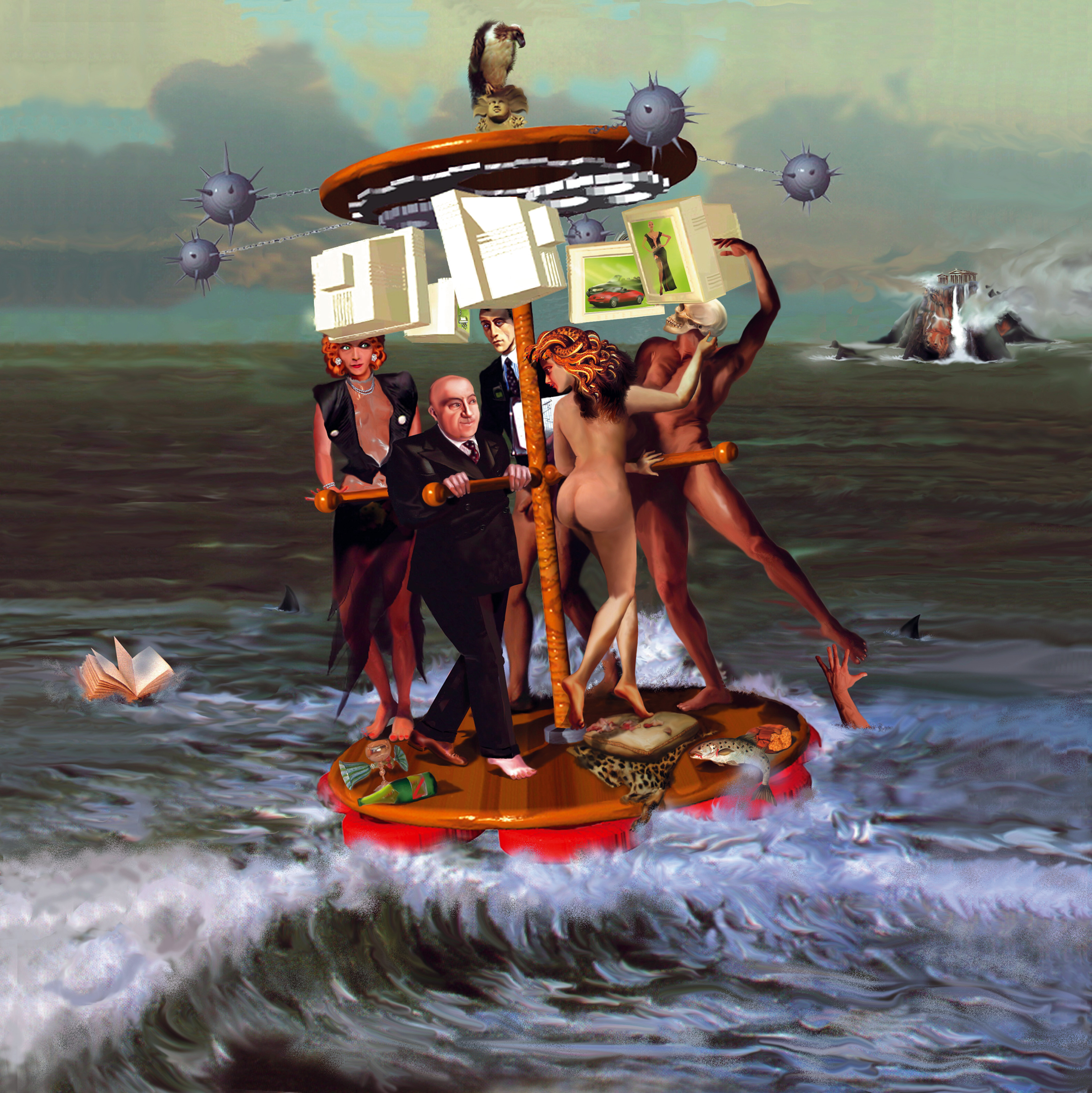
"I dannati" ("los condenados") del escritor y pintor italiano Lorenzo Paolini: una metáfora del consumismo y de la barbarización de la cultura. Encarcelado queriendo ser libre, y donde ya no se puede parar porque un retraso tal vez pueda significar la muerte.

Sociedad de consumo es un concepto socioeconómico con el cual se denomina a los estados con desarrollo industrial o productivo capitalista en los cuales existe un consumo masivo de bienes y servicios, como consecuencia de una masiva producción y de que la oferta es amplia, hasta incluso superar a la demanda. El consumismo suele ser una de sus características principales, el cual es posible gracias a la disponibilidad de dinero efectivo o de otros medios de adquisición.
Se considera que fue el historiador R. H. Tawney quien acuñó el término, en su obra The Acquisitive Society (1920), para referirse a aquellas sociedades capitalistas basadas en el individualismo, la adquisición de riquezas y el consumo de bienes industriales como guías esenciales de actuación.

## El consumo

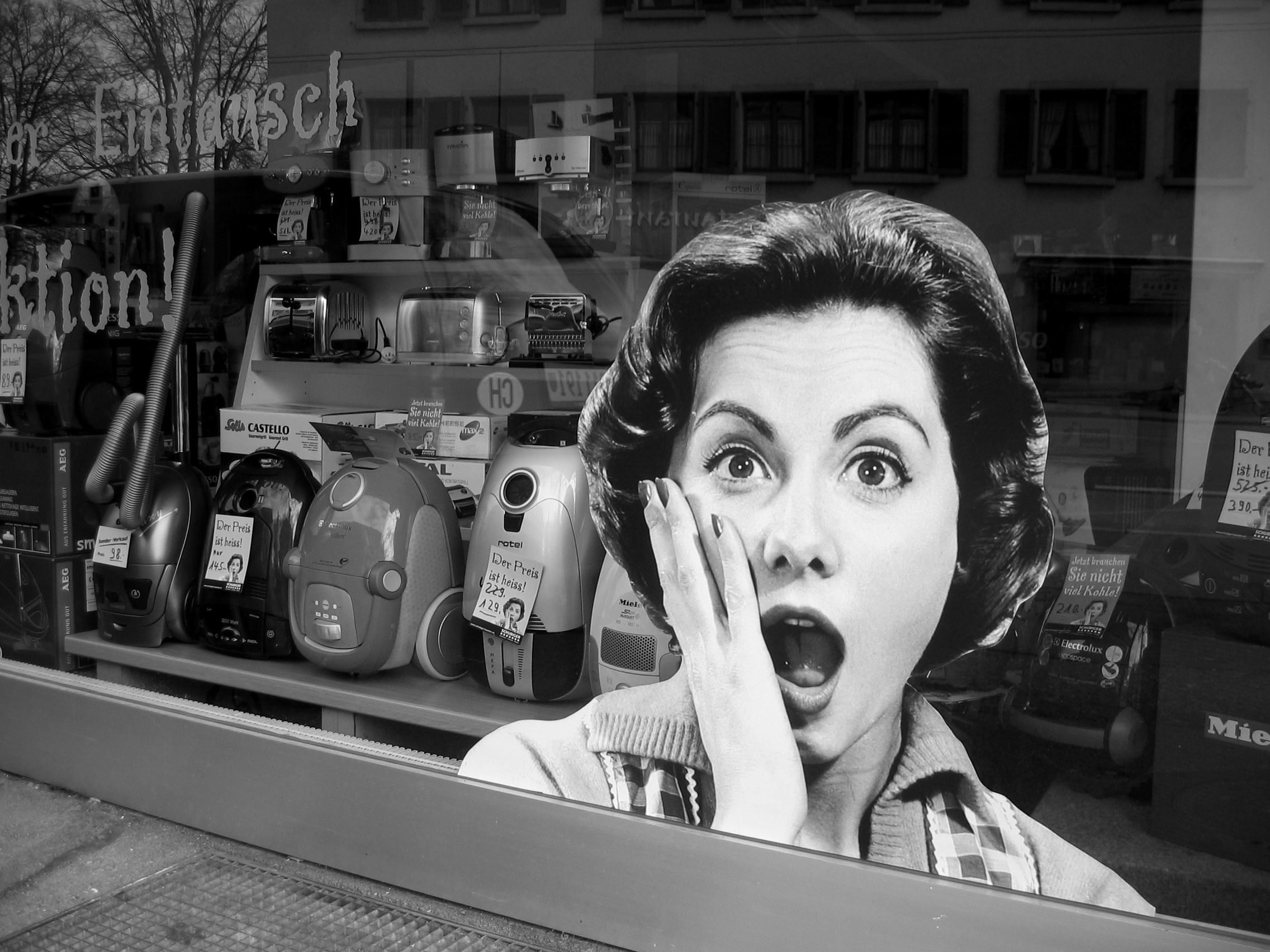
Escaparate de St.Gallen, Suiza, Aspiradoras

La sociedad de consumo es un concepto socioeconómico. El consumo es un proceso económico asociado a la satisfacción de las necesidades y deseos de los agentes económicos. El consumo como tal se produce en todos los sistemas económicos. Por otra parte, el consumismo, propiamente dicho, es una característica de determinados sistemas económicos, en los que las decisiones de producción están asociadas al supuesto de que los agentes económicos trabajarán para obtener su renta, por encima de sus necesidades estrictas de consumo, y por tanto tomarán decisiones para poder disponer de una renta disponible mayor y aumentar sus niveles de satisfacción personal a través del consumo asociado a la satisfacción de deseos. En una sociedad de consumo una de las actividades de ocio principales de la población es la adquisición de bienes materiales o servicios adicionales, con los que satisfacen sus deseos de estatus social o satisfacción material.
En las llamadas sociedades de consumo, cierto número de individuos pueden desarrollar un trastorno de compra compulsiva. Para los individuos que desarrollan este trastorno acto de adquirir productos y servicios que están al alcance de los consumidores y usuarios, se convierte en un acto de abusar. En ocasiones, el consumismo se entiende como la adquisición o compra desaforada, que asocia la compra con la obtención de la satisfacción personal e incluso de la felicidad personal. En las sociedades de consumo, ciertos individuos están dispuestos a trabajar más horas y reducir el número total de horas de ocio, a cambio de mayores salarios y rentas, que les permitan en un tiempo de ocio menor adquirir mayor cantidad de productos y bienes.

## Posicionamientos

### Actitudes críticas

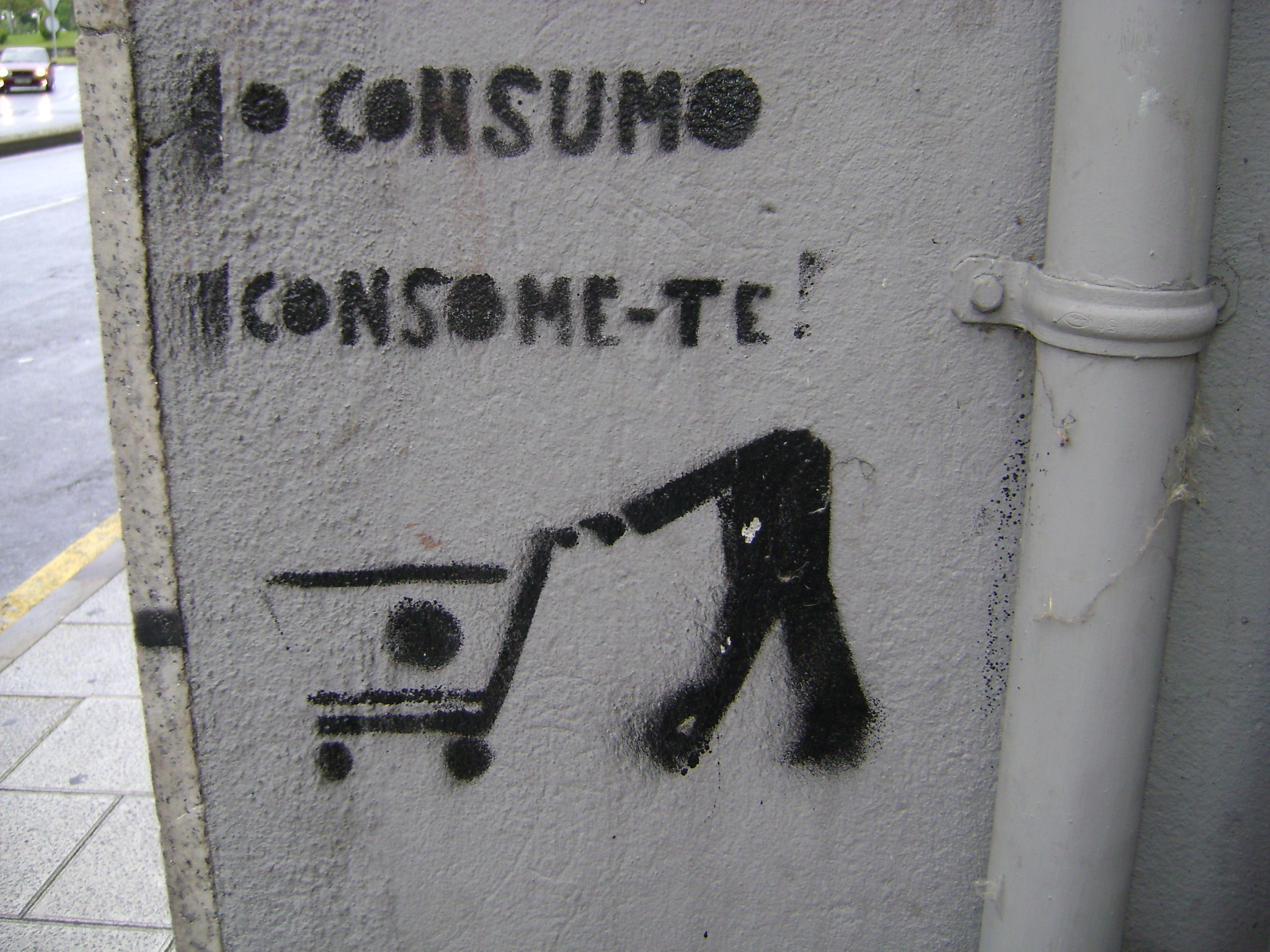
«El consumo te consume», esténcil anticonsumista.

Si por un lado, hay quien afirma que la discusión sobre la bondad o maldad de la sociedad de consumo es más de carácter ético o ideológico que estrictamente económico, en cuanto que la sociedad de consumo no sería sino un estadio avanzado de las sociedades industrializadas con el objeto de cubrir las necesidades y deseos de los consumidores; por otro hay quien señala que si la economía es la ciencia encargada de satisfacer las necesidades humanas con los recursos disponibles, es un problema económico de primer orden plantear en qué medida la sociedad de consumo cubre nuestras necesidades, o bien destina muchos recursos valiosos a satisfacer deseos fútiles, y a existencias de producto invendibles, mientras deja sin cubrir necesidades fundamentales.
Una de las críticas más comunes sobre la sociedad de consumo es la que afirma que se trata de un tipo de sociedad que se ha "rendido" frente a las fuerzas del sistema capitalista y que, por tanto, sus criterios y bases culturales están sometidos a las creaciones puestas al alcance del consumidor. En este sentido, los consumidores finales perderían las características de ser personas físicas e individuales para pasar a ser considerados como una masa de consumidores a quienes se puede influir a través de técnicas de marketing, incluso llegando a la creación de falsas necesidades entre ellos.
Desde el campo ambientalista, la sociedad de consumo se ve como insostenible, puesto que implica un aumento constante de la extracción de recursos naturales, y del vertido de residuos, hasta el punto de amenazar la capacidad de regeneración por la naturaleza de esos mismos recursos imprescindibles para la supervivencia humana.
Desde el punto de vista de la desigualdad de riqueza internacional, se ha señalado también que el modelo consumista ha conducido a que las economías de los países pobres se vuelquen en la satisfacción del enorme consumo de las sociedades más industrializadas, mientras pueden dejar de satisfacer necesidades tan fundamentales como la alimentación de sus propias poblaciones, pues el mercado hace que se destinen los recursos a satisfacer a quienes pagan más dinero.
Los dos enfoques anteriores se combinan a la hora de señalar que, si la mayoría de la población mundial alcanzara un nivel de consumo similar al de los países industrializados, recursos de primer orden se agotarían en poco tiempo, lo que plantea serios problemas económicos, éticos y políticos.
La sociedad de consumo no sólo se refiere al consumo de bienes sino también al de servicios, dado que cada vez tiene más importancia en las sociedades desarrolladas el consumo de servicios; fruto, fundamentalmente, de la mayor disponibilidad de renta y tiempo libre. En este sentido, la crítica a este tipo de sociedades viene dada por el efecto de sesgo de la información, al objeto de "moldear" al consumidor para convertirlo en el "consumidor ideal" que pretenden las empresas que tienen el poder de hacerlo.

### Actitudes favorables
Para algunos de los defensores de la sociedad de consumo, como G. Katona y W. Rostow, el consumo de masas y la sociedad de consumo es consecuencia del alto desarrollo al que han llegado determinadas sociedades y se manifiesta en el incremento de la renta nacional. A su vez, posibilita que un número cada vez mayor de personas adquiera bienes cada vez más diversificados. De esta forma, facilitando el acceso a una mayor cantidad y calidad de productos por una parte cada vez mayor de la sociedad, se estaría produciendo una mayor igualdad social. Este análisis que se limita a ver el efecto de la satisfacción de deseos materiales, deja a un lado el efecto sobre la cultura, el medio ambiente, el número de horas trabajadas, o el nivel de endeudamiento de las familias.

## Sociología del consumo

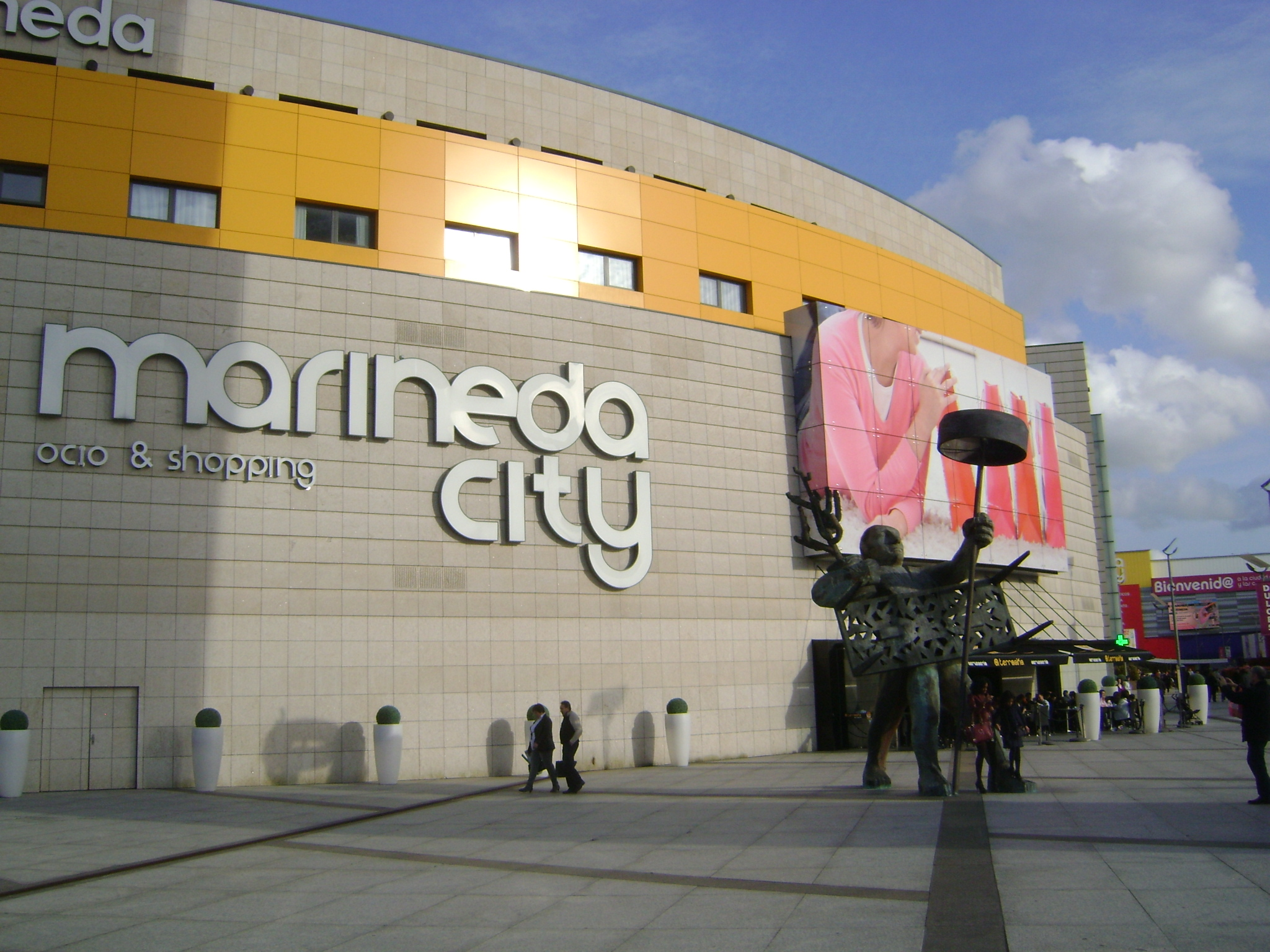
Centro comercial en La Coruña, Galicia (España).

Desde el punto de vista de la sociología, el consumo se define como “el conjunto de procesos socioculturales en que se realiza la apropiación y los usos de los productos o servicios”. Productos o servicios que pueden estar a disposición del consumidor en cualquier parte y que pueden ser consumidos de distintas maneras. El simple hecho de la existencia de los productos o servicios los transforma en potencialmente consumibles y da a todos los consumidores el derecho legítimo de aspirar a tenerlos.
Es el nivel de renta el que permite el consumo, pero en términos relativos en muchas sociedades cada vez es necesario menos proporción renta para el consumo innecesario, ya que la producción en masa, así como las imitaciones, han hecho posible que personas que no pertenecen a las élites puedan tener acceso a productos o servicios similares. En ocasiones el consumismo se basa en un aumento del número de horas de trabajo, como ha sucedido en las últimas décadas en Estados Unidos, y también en el aumento general del endeudamiento de la población.
El consumo implica relaciones de posesión, de dominación, pero también de imitación, siendo el mimetismo cultural un móvil importante para el consumo aun cuando el consumo es una elección consciente de cada persona y depende de su cultura. Y aunque la persona no pueda comprar los bienes, la sola ilusión de que puede llegar a hacerlo, el simple consumo visual, proporciona placer y hacen que la persona se sienta partícipe de este mundo.
En Occidente, los niveles de renta más alto han dado lugar a sociedades de consumo como resultado del proceso de industrialización que acorta la vida de los productos, convirtiéndolos en obsoletos; el consecuente desarrollo de la tecnología los sustituye por otros más avanzados o con más y mejores prestaciones. Sin embargo, el consumo no parece en modo alguno una consecuencia necesaria de una avanzada industrialización, por lo que el desarrollo de las sociedades de consumo podrían haberse visto favorecidas por factores sociopolíticos e ideológicos.
El modo de vida postindustrial y la adquisición progresiva de bienes de consumo, tal como existen en muchos países, satisfacen el deseo de “confort“. Al mismo tiempo los productores de bienes han acelerado el ciclo de vida de los productos, lo cual ha reforzado aún más el consumismo. Lo que antes era sinónimo de prestigio, el paradigma de tener objetos que duran toda la vida, dio paso a un sistema donde los objetos son casi desechables. Esta transición donde los objetos se hacen cicladores rápidos cuyo valor es el prestigio inmediato está sustentado en la creación de necesidades y deseos, que sostiene el actual nivel de producción de bienes.
Para Jean Baudrillard sostiene que bajo la dimensión económica del consumo subyacen factores intrínsecos del individuo combinados con imperativos sociales, por lo que el académico francés plantea que este es un fenómeno que depende cada vez más del deseo que de la necesidad. El autor inglés Robert Bocock recalca que el consumo es una práctica social que surge con la sociedad moderna y cuya función principal es proporcionar al individuo formas de distinguirse de otros grupos de distinto nivel social. Estos planteamientos implican la existencia de una jerarquía social, de unos códigos no verbales y materiales que expresan la posición de un individuo en esta escala y remarca la constante tensión por la promoción social. Así mismo, es destacable el nivel de subyacente que implica que el acto de comprar tiene una función identitaria y que se basa en las operaciones de diferenciación del resto.
Esta nueva situación es denominada por George Katona la sociedad de consumo de masas y tiene como principales características la afluencia, el poder del consumidor y la psicología del individuo que compra. Este estudioso del fenómeno recalca la importancia del consumidor en la economía y destaca que es este sistema las necesidades no son creadas artificialmente de una forma aleatoria sino que son producto de un comportamiento aprendido y que esto es un proceso de intercomunicación entre un sujeto y un estímulo. Katona habla de que distinguir necesidades básicas de necesidades supuestamente creadas artificialmente no tiene sentido puesto que en nuestra cultura la socialización se produce en un contexto que condiciona las elecciones de consumo posteriores. Así su planteamiento se puede resumir que todas las necesidades, que trascienden a los imperativos biológicos, son sociales en su naturaleza.
Bocock denomina a esta situación el capitalismo de consumo y apunta que se trata de un fenómeno que determina al sistema económico mediante valores culturales. Según este sociólogo inglés esta realidad es una ideología activa que otorga sentido a la vida del individuo a través de la adquisición de productos y experiencias organizadas. Este catedrático de la Open University afirma que esta ideología legitima el sistema vigente y el orden social, y organiza la vida de los consumidores. Además el consumo articula un sistema orientado a que el individuo trabaje para que pueda comprar, y también sobre todo para que pueda satisfacer las constantes fantasías impuestas socialmente, que impulsan a adquirir continuamente bienes y experiencias prefabricadas y codificadas.
El análisis de los factores de producción desde un punto de vista contable, con una matriz de contabilidad social, completa más el estudio de la sociedad de consumo.

## Impactos sociales derivados
Descomposición social como tal alude a la ausencia de eficacia de un determinado sector de la población, al hablar de este problema derivado del consumismo, podemos precisar que en los últimos tiempos este ha ido en crecimiento desmedido a causa de la tecnología que cada vez avanza más rápido, con lo cual se genera una gran invalidación directa a diferentes capacidades que provocan el deseo de artículos que el hombre realmente no necesita para su sano desarrollo humano. 
A partir de la puesta en práctica de las teorías de John Maynard Keynes, entre otros, sobre el fomento del consumo y la obstrucción del ahorro mediante la inflación. Además de la transformación de los Estados Nación tradicionales, que se conformaron desde finales del siglo XIX, en Estados privados y mercantiles, el consumismo parece instalarse como el principal eje en la toma de decisiones tanto de los dueños de los medios de producción, como de los propios individuos.
Son los primeros quienes, a partir del fin de la Segunda Guerra Mundial, pero en especial durante los últimos 40 años, han adquirido mayor poder de influencia en cuanto al diseño e imposición de políticas de estado, a la par de la reducción de los aparatos de gobierno, cuyo papel los convierte en simples administradores sin capacidad rectora ni generadora de equilibrios. La instalación del nuevo paradigma global, basado en la obsolescencia programada, la seducción subliminal y la manipulación de la sociedad a través de los medios, entre otros factores, requiere de la sustitución de los valores humanos tradicionales, por el dinero y su capacidad de otorgar poder a quien lo posee.
El dinero como fin único y, no como medio de adquirir bienestar real, individualiza las bases sociales humanas de solidaridad, generosidad y respeto mutuo. El individuo actual es cada vez menos parte de una sociedad y más una pieza del sistema económico; sus valores esenciales han mutado lentamente. El primitivo concepto de plusvalía ha evolucionado a tal grado que el propio individuo es convencido subliminalmente de que el disponer cada vez más horas de trabajo en virtud de llenar los requisitos de pertenencia a un sector social, determinado por la cantidad o calidad de bienes que posee, vale incluso el sacrificio total de su tiempo, salud y entorno familiar.